# Adenochilus
Adenochilus là một chi thực vật có hoa trong họ Orchidaceae.